# Larbi Bouraada
Larbi Bouraada (arab. ‏العربي بورعدة‎; ur. 10 maja 1988 w Ar Ruwajbie) – algierski lekkoatleta, wieloboista, skoczek o tyczce.
W 2012 został ukarany dwuletnią dyskwalifikacją za stosowanie dopingu.

## Osiągnięcia
- brązowy medal igrzysk afrykańskich (dziesięciobój, Algier 2007)
- złoto (dziesięciobój) oraz srebro (skok o tyczce) podczas mistrzostw Afryki (Addis Abeba 2008)
- 13. miejsce na mistrzostwach świata (dziesięciobój, Berlin 2009)
- złoty (10-bój) i srebrny (skok o tyczce) medal mistrzostw Afryki (Nairobi 2010)
- w 2010 reprezentował Afrykę podczas pucharu interkontynentalnego w Splicie zajmując 7. miejsce w skoku o tyczce, 8. miejsce w skoku w dal i nie zaliczając żadnej wysokości w skoku wzwyż
- 10. lokata podczas mistrzostw świata (dziesięciobój, Daegu 2011)
- złoty medal w skoku o tyczce podczas igrzysk afrykańskich w Maputo (2011)
- złoty medal w dziesięcioboju podczas mistrzostw Afryki (Marrakesz 2014)
- 5. miejsce na mistrzostwach świata (dziesięciobój, Pekin 2015)
- 5. miejsce na igrzyskach olimpijskich (dziesięciobój, Rio de Janeiro 2016)
- złoty medal mistrzostw Afryki w 2018, 2022 i 2024 (w dziesięcioboju)
- złoty (10-bój) i brązowy (skok o tyczce) medal igrzysk afrykańskich w 2019

## Rekordy życiowe
- dziesięciobój lekkoatletyczny – 8521 pkt. (2016) rekord Afryki
- siedmiobój lekkoatletyczny (hala) – 5911 pkt. (2010) rekord Algierii
- skok o tyczce – 5,00 (2011)
- bieg na 400 m – 46,69 (2009)
- bieg na 1500 m – 4:12,15 (2009)